# Kelam
Kelam (indonésky Gunung Kelam) je exponovaná žulová hora s výškou 1002 m n. m., která se nachází v oblasti Západního Kalimantanu na ostrově Borneo.
Roku 1894 horu zlezl německý botanik Johannes Gottfried Hallier, který se stal po jistém Dr. Gürtlerovi druhým Evropanem, kterému se podařilo dosáhnout vrcholu. Hallier vystoupil na vrchol pětkrát mezi 30. lednem a 13. únorem. Pochází od něj také následující popis hory:
K'lamm je jedinečná a překrásná hora. Vystupuje náhle z široké roviny zarostlé mladým lesem téměř až do 1000 metrů nad mořem a táhne se přibližně od západu na východ. Až do poloviny hory jsou strmé svahy pokryty bujným panenským lesem, ale horní polovina je obklopena mohutnými, téměř svislými skalními útesy, přes které stéká voda v četných úžlabinách. Nad horním okrajem útesu roste vysokohorská vegetace tvořená keři a malými stromy.

Samotný vrchol hory je těžko přístupný.
Na horních svazích hory rostou porosty balmínů, zem pokrývají trávy a mechy. Gunung Kelam je jediným místem na světě, kde přirozeně roste kriticky ohrožený druh láčkovky Nepenthes clipeata. Poskytuje také stanoviště pro jiné druhy láčkovek, jako jsou Nepenthes albomarginata, Nepenthes ampullaria, Nepenthes rafflesiana a Nepenthes reinwardtiana. Nicméně sucha a lesní požáry, především pak požár v letech 1997 až 1998 vyvolaný několikaměsíčním suchem následkem jevu El Niño, zničily velké množství vegetace na vrcholu. Vysoce vyhledávaná láčkovka Nepenthes clipeata byla navíc vystavována nadměrnému sběru z divoké přírody a je téměř vyhynulá; přežívá pouze na nepřístupných prudkých útesech, které jsou zároveň chráněny před požáry.